# Constant de Stefan-Boltzmann
La constant de Stefan-Boltzmann és la constant de proporcionalitat de la llei de Stefan-Boltzmann, que estableix que el total d'energia radiada per unitat de superfície per un cos negre per unitat de temps és proporcional a la quarta potència de la temperatura absoluta. Es tracta d'una constant física no fonamental que es representa per mitjà de la lletra grega sigma (σ). El seu valor es pot trobar de manera analítica o experimentalment i és:
{\displaystyle \sigma =5,670\,400\,(40)\times 10^{-8}\,\mathrm {{W}\cdot {m^{-2}\cdot K^{-4}}} }
σ pot ser definida en termes de la constant de Boltzmann {\displaystyle k_{\mathrm {B} }} com:
{\displaystyle \sigma ={\frac {2\pi ^{5}k_{\mathrm {B} }^{4}}{15h^{3}c^{2}}}={\frac {\pi ^{2}k_{\mathrm {B} }^{4}}{60\hbar ^{3}c^{2}}},}
on 
h és la constant de Planck
{\displaystyle \hbar =h/2\pi } és la forma de Dirac de la constant de Planck
c és la velocitat de la llum al buit
Una constant relacionada és la constant de radiació que es defineix com:
{\displaystyle {\frac {4\sigma }{c}}}.